# Thelotrema leucocheilum
Thelotrema leucocheilum är en lavart som beskrevs av Vain. 1921. Thelotrema leucocheilum ingår i släktet Thelotrema och familjen Thelotremataceae.   Inga underarter finns listade i Catalogue of Life.